# Thamudeni

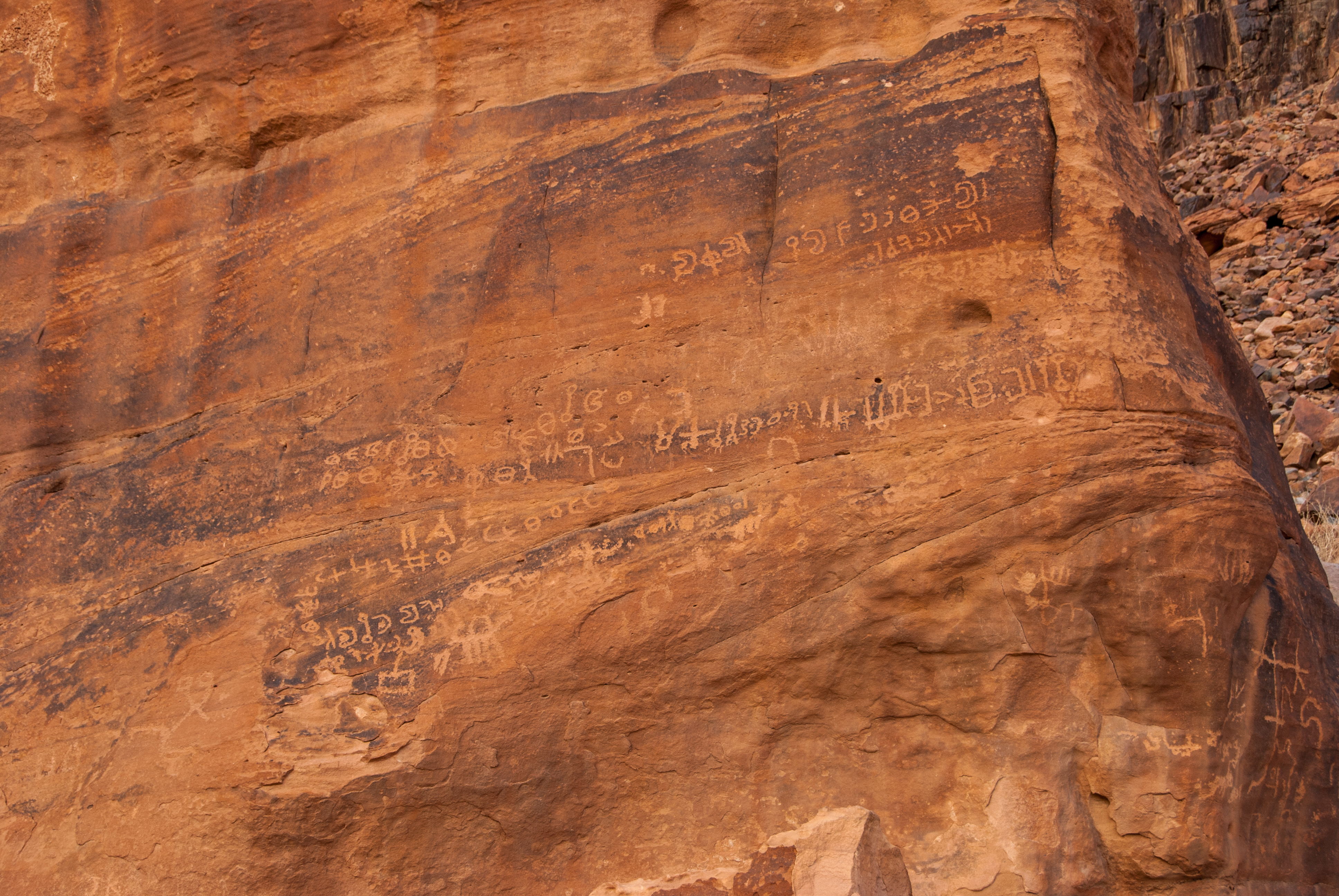
Antiche iscrizioni tamudene nel deserto di Wadi Rum in Giordania

Con il nome Thamudeni, o Thamūd (in arabo ثمود‎?), si indica una popolazione araba preislamica della penisola arabica, presente nell'area higiazena, che ha lasciato varie tracce epigrafiche e che è ricordata dallo stesso Corano.

## Dati storici, archeologici ed epigrafici

### fonti assiro-babilonesi
L'identità storica dei Thamudeni appare negli Annali del re assiro Sargon II (722—705 a.C.), dove i "Ta-mu-di" sono menzionati assieme a Ephah, Ibadidi, Marsimani come "nomadi arabi del deserto che non hanno gerarchie né sono tributari di alcuno", che re Sargon avrebbe sconfitto e deportato a Samaria; la plausibilità del racconto è questionata da alcuni storici, che lo ritengono una versione propagandistica di accordi commerciali tra l'Assiria e i popoli nomadi dell'Arabia. Una lettera del re babilonese Nabonide (VI secolo a.C.) menziona l'ordine di consegnare ad un arabo "Thamudi" un pagamento di svariati talenti d'argento, apparentemente un mercante o ufficiale in servizio alla corte di Babilonia. 
Se i Thamudeni fossero dunque quella stessa popolazione che faceva parte di una coalizione che si scontrò senza successo con il sovrano assiro Tiglat-Pileser III, mentre Sargon II li ricordava fra le popolazioni da lui sgominate nelle Cronache assire, elencando Thamud, Ibadidi, Marsimani ed Ephah, gli Arabi distanti che abitano nel deserto e distinguendo i primi dagli ultimi per via del loro diverso modello societario, 
allora il loro spostamento dalle aree meridionali arabe yemenite potrebbe averli portati a insediarsi in Ḥijāz, nell'area compresa fra il golfo di Aqaba e Yanbu‘ dove sembra che si sedentarizzassero, corrispondendo in tal caso al popolo che aveva come sua capitale la città di Taymāʾ.

### fonti archeologiche ed epigrafiche
Anche a livello epigrafico non mancano testimonianze sul loro modo di produzione, in alcun modo legato al nomadismo. Tra le divinità venerate dai Thamudeni sono attestate dediche rivolte a Nahy e a Rudā, come pure a Wadd, Khalasat, Yaghūt, Shams, Attarsamīm e molte altre divinità, alcune di chiara origine sud-arabica. A tutte queste divinità si usavano dedicare sacrifici di animali in santuari forse fissi.
Nel sito di al-Hijr, la rocciosa, antica tappa del cammino carovaniero, romanizzato in Hegra  e attualmente chiamata Madāʾin Ṣāliḥ (primo sito dell'Arabia Saudita iscritto sulla lista del patrimonio mondiale dell’UNESCO) vi sono vestigia di una necropoli nabatea, con ipogei scavati nell'arenaria rossa del deserto, circa cento tombe monumentali con facciate decorate, e pozzi, esempio della qualità dell'architettura dei Nabatei e della loro padronanza di tecniche idrauliche. I Nabatei, antichi pastori nomadi divenuti sedentari, vi si sono stabiliti dal I sec. a.C. nella loro espansione dalla capitale Petra. Anteriormente vi è esistita una città e un podere agricolo irrigato. Madāʾin Ṣāliḥ, al confine tra il regno nabateo e il regno di Liḥyān, ha conosciuto un periodo di insediamento di almeno cinquecento anni, venendo poi, a partire dal I secolo d.C., integrata nella Provincia romana Arabia petraea. Il sito è stato abitato almeno fino al IV secolo d.C., quando cessano i riferimenti epigrafici, ma probabilmente anche oltre.

### fonti greco-romane
Alcuni autori greco-romani citano la popolazione araba dei "tamudaei".
Lo storiografo ellenistico Agatarchide di Cnido, del II sec. a.C. riferisce che gli Arabi Tamudeni abitassero un'ampia costa rocciosa a sud del golfo di Aqaba., mentre Diodoro Siculo, storico greco del I sec. a.C., li menziona nella descrizione del "Golfo Arabico" (ossia il mar Rosso): "questa costa è abitata da Arabi chiamati Thamudeni, mentre la costa ad essa adiacente è delimitata da un ampio golfo, al largo del quale si trovano isole sparse in apparenza simili alle Echinadi" (riferendosi alla costa meridionale verso lo Yemen).
Plinio il vecchio afferma che essi vivessero nei pressi della non identificata città interna di "Baclanaza", forse da identificarsi con Dumat al-Jandal, il cui nome in arabo rimanderebbe a Dumah, uno dei figli del biblico Ismaele, la cui evoluzione in Tamud può essere attribuita all'uso semitico di non scrivere le vocali e a una graduale evoluzione nella pronuncia delle consonanti legata al trascorrere del tempo e al nomadismo che esponeva all'influenza dei dialetti di località diverse. Tolomeo, nel II secolo, distingue i "Thamuditai" abitatori della costa del mar Rosso, dai "Thamoudenoi" che vivevano nella regione interna dell'Arabia nordoccidentale, mentre il geografo Uranio suo contemporaneo li descrive come popolo confinante il Nabatene. 
Un'ultima menzione è quella, nell'opera tardo-antica Notitia dignitatum, del V secolo, di Equites saraceni thamoudaeni arruolati nelle truppe bizantine di stanza in Egitto, a Scenas Veteranorum (la "Collina dei Giudei, nei pressi del Cairo).

### fonti arabe
La sparizione dei Thamudeni verso il IV-V secolo trova traccia nella poesia araba preislamica, oltre che nello stesso Corano,  come esempio della fugacità delle cose, e la storia di un loro massacro è menzionata in un poema del V secolo attribuito a Imru' al-Qais, nonché in uno attribuito a Umayya ibn Abi as-Salt, contemporaneo di Muhammad, che menziona come causa della loro estinzione la maledizione a seguito dell'uccisione di una cammella consacrata agli dèi (in particolare alla divinità higiazena di Ṭāʾif chiamata Al-Lāt) da parte di un popolo divenuto empio.
La storia dei Thamudeni è citata ventisei volte nel Corano, che li descrive come un popolo primitivo e ribelle, di credo politeista, che non aveva voluto ascoltare il suo profeta Ṣāliḥ. Il testo sacro dell'Islam, in circa 20 suoi passaggi, descrive i "castelli", i "palazzi" e le "case" dei Thamudeni, le loro "città", i loro "giardini" attestandone la sedentarietà e le loro capacità ingegneristiche.
La storia riportata nel Corano si riassume come segue. Dio invia il profeta Ṣāliḥ per chiamare i Thamudeni a convertirsi al monoteismo. Essi esprimono i loro dubbi e la loro intenzione di continuare il culto degli antenati. Ṣāliḥ li informa che alla «cammella di Dio» dovrà essere consentito di pascolare tranquillamente senza che le sia fatto alcun male, sotto pena di un terribile castigo. In un altro passaggio, è precisato che la cammella potrà bere solo un giorno, e ai Thamudeni un altro giorno. Ma i Thamudeni non si curano di questa minaccia, uccidono la cammella e sfidano Ṣāliḥ a realizzare le sue minacce. Ṣāliḥ dice loro che non resteranno loro altro che tre giorni per godere delle proprie case prima che la minaccia si realizzi. Un solo grido (Sayha) distrugge allora i Thamudeni. La natura del grido è descritta come un urlo prodotto da un messaggero di Dio, che precede un enorme sommovimento. La parola impiegata nella sura VII significa terremoto (Rajfa) mentre quella usata nella sura XLI è "fulmine", ossia «Ṣāʿiqa» (in arabo صاعقة‎?).

#### Tabari (839-923)
Nelle sue cronache, Ṭabarī racconta la spedizione di Tabuk nell'anno 8 dell'egira (630). Questa campagna fu condotta senza che vi fosse alcuna battaglia:
(Tabari, vol. II, cap. Maometto, sigillo dei profeti (Spedizione di Tabuk), pp. 306-311.)
Tabari aggiunge numerosi dettagli meravigliosi alla storia dei Thamudeni e del loro profeta Ṣāliḥ:
(Tabari, vol. I, cap. Dalla creazione a Davide (Storia del profeta Salih e degli uomini che erano con lui), § 119-124.)
Nel seguito di questo paragrafo è precisato che la cammella poteva bere l'acqua della fonte un giorno su due, e che ella avrebbe vissuto trent'anni senza essere importunata e che un infante fulvo dagli occhi celesti sarebbe stato il suo assassino. Per evitare la catastrofe di cui essi sono minacciati, i Thamudeni decidono di uccidere alla nascita tutti gli infanti che presentano queste due caratteristiche. Nove infanti sono uccisi in questo modo. I nove padri di questi infanti persuadono il padre di un decimo infante biondo dagli occhi blu, di non uccidere suo figlio. Essi accusano Salih di essere la causa di questi sacrifici umani che essi ritengono non giustificati. Essi si decidono a uccidere essi stessi la cammella, ma sono tutti e nove schiacciati da una roccia. Salih è allora accusato di essere la causa della morte degli infanti e dei loro padri. L'infante rosso sopravvissuto uccide allora la cammella, mentre il piccolo riesce a scappare nella montagna da cui era inizialmente sortito.

#### Ibn Baṭṭūṭa (1304-1369)
Verso il 1326 Ibn Battuta, di ritorno dal suo pellegrinaggio a La Mecca, passa da Tabūk:
(Ibn Battuta, 1982, vol. I, § 212-213, cap. 4: Il pellegrinaggio alla Mecca.)

#### Ibn Kathīr (1301-1373)
Ibn Kathīr nella sua storia dell'islam, al-Bidāya wa al-nihāya (L'inizio e la fine), precisa ulteriormente il mito. Thamûd, l'eponimo dei Thamudeni, sarebbe un pronipote di Noè:
Secondo lo stesso autore, Hud profeta degli Ad è anch'egli un nipote di Noè:
Nel racconto di Ibn Kathīr, la particolarità della cammella non è più il colore del suo pelo ma la sua taglia gigantesca:
Come nella Cronaca di Ṭabarī la cammella esce dalla roccia dopo che Ṣāliḥ ha fatto una preghiera. Ma contrariamente a Ṭabarī la decisione di uccidere la cammella è presa in comune dai capi della tribù. Il loro capo chiamato Qedar ibn Salif ibn Juda, nato al di fuori del matrimonio, è designato per eseguire l'assassinio. Un poco più avanti Ibn Kathīr spiega come altri otto insorti si raggruppino attorno a Kédar ibn Salif ibn Juda per uccidere la cammella.
L'abitudine di non bere l'acqua del pozzo di Tabuk è una conseguenza della spedizione condotta da Maometto:
Ibn Kathīr aggiunge:
Maometto vietò ai musulmani di entrare "in quei posti dove i Thamudeni furono puniti da Allah" e ordinò di passarvi accanto senza piangere sulla loro sorte. A dire di Ibn Kathīr, se i Thamudenti hanno scavato le loro dimore nella roccia sarebbe perché essi vivevano troppo a lungo e una dimora di terra essiccata sarebbe durata meno che i suoi abitanti.

#### Ibn Khaldūn (1332-1406)
Lo stesso aneddoto si trova in Ibn Khaldun, che confuta però l'affermazione secondo cui i Thamudeni fossero stati giganti: